# Lophosia excisa
Lophosia excisa là một loài ruồi trong họ Tachinidae.